# District de Haishu
Le district de Haishu (海曙区 ; pinyin : Hǎishǔ Qū) est une subdivision administrative de la province du Zhejiang en Chine. Il est placé sous la juridiction de la ville sous-provinciale de Ningbo.
Le district comprend 8 rues, 66 collectivités, et 16 villages administratifs.
Les bureaux administratifs se situent dans les rues suivantes : Lingta, Yuehu, Gulou, Nanmen, Ximen, Baiyun, Duantang, et Wangchun.

## Service d'information 81890
Considérée comme une innovation nationale dans le domaine des services publics, une hotline gratuite financée par les impôts à hauteur de 800,000 RMB/an fournit depuis 2003 des informations aux particuliers et aux entreprises chaque fois qu'un citoyen a besoin d'aide, soit en composant le 81890, ou en cliquant sur le site: http://www.81890.gov.cn/
Selon une étude réalisée par l'Académie Chinoise des Sciences Sociales, ce service répondrait aujourd'hui à plus de 1200 demandes quotidiennes, allant notamment des objets trouvés aux services aux personnes âgées ou encore à la "collecte du cœur" de produits de supermarchés. Le service aurait un effectif de 95 personnes, travaillant pour l'essentiel à temps partiel ou comme volontaires. Son efficacité proviendrait d'un bon usage des technologies de l'information et surtout de l'intégration des services économiques et communautaires du district en un même lieu, auparavant séparés et peu enclins à s'échanger les informations.
À titre de comparaison, il existe encore bon nombre de villes en Chine n'ayant pas encore mis en place un service d'information public non-payant, laissant au marché le soin de fournir ce service.
Cela dit, un service d'information pour les étrangers non-sinophones de Ningbo est fourni par l'entreprise privée Reindeer Station Expatriates Service Center (site Internet: http://www.reindeerstation.com/home.asp), financée par la publicité.
(Références : Titre : Building a harmonious community: public services, social integration and expression of residents' views - a study of cases from Ningbo, Dalian and Beijing. Auteur: Daoshun Ge, Institut de Sociologie, CASS).

## Tourisme
Depuis 2016, l'ancien barrage de Tuoshanyan (en chinois : 它山堰 ; pinyin : Tuōshān yàn), érigé au cours de la Dynastie Tang, se situe entre les villages de Tashanyancun et de Yinjiangzhen, au sud de la province.